# Bathypallenopsis safari
Bathypallenopsis safari is een zeespin uit de familie Pallenopsidae. De soort behoort tot het geslacht Bathypallenopsis. Bathypallenopsis safari werd in 1984 voor het eerst wetenschappelijk beschreven door Stock. 